# AlpTransit

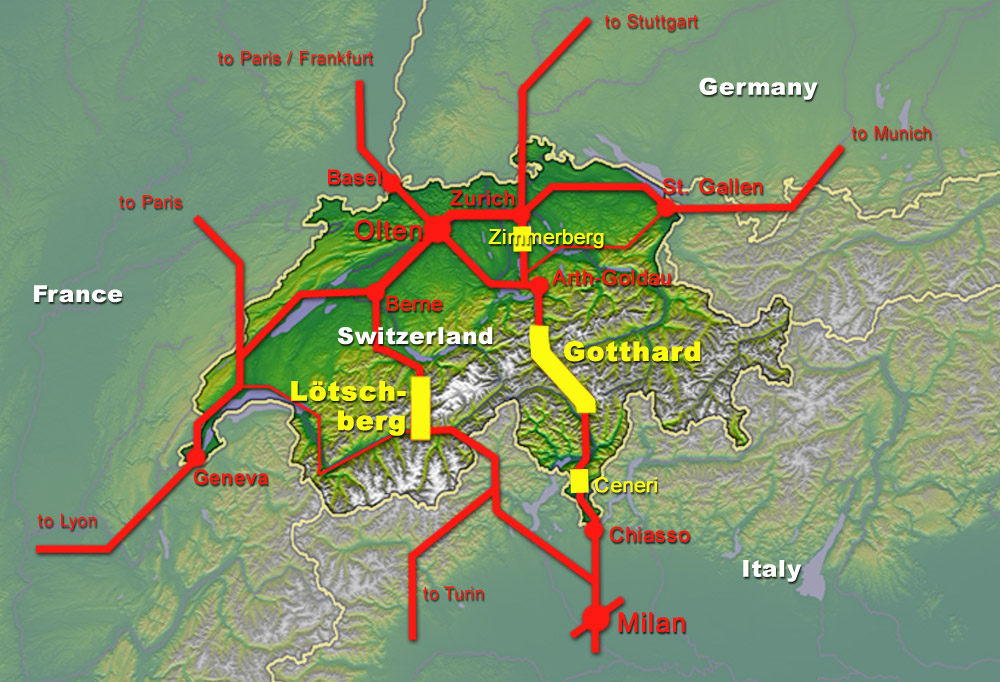
El proyecto AlpTransit es la pieza clave de la Red Europea de Ferrocarril.

AlpTransit, también conocido como NEAT/NLFA/NFTA (alemán: Neue Eisenbahn-Alpentransversale; francés: nouvelle ligne ferroviaire à travers les Alpes; italiano: Nuova ferrovia transalpina), es un proyecto federal suizo para disponer de un enlace ferroviario rápido norte-sur a través de los Alpes suizos mediante la construcción de "túneles de base" a niveles muy inferiores a los de los anteriores túneles.
Por razones de seguridad, todos los túneles consisten en dos tubos de una sola vía cada uno, conectados cada 300 m aproximadamente mediante túneles transversales menores. Estas conexiones permiten la evacuación desde un túnel hacia el otro.
El proyecto consta de dos secciones principales, el eje San Gotardo (más al este) y el eje Lötschberg (más al oeste).

## Eje San Gotardo
El eje San Gotardo, compuesto por los túneles de base de Zimmerberg (en el norte), de San Gotardo (en el centro) y de Monte Ceneri (en el sur), fue construido bajo contrato del Gobierno Federal Suizo por la empresa AlpTransit Gotthard AG. El último de los túneles (el de Monte Ceneri) se terminó de construir en 2020 y fue inaugurado el 4 de septiembre de ese año. Con una longitud de 57 km, el túnel de base de San Gotardo se convirtió en el túnel ferroviario más largo del mundo al ser inaugurado oficialmente el 1 de junio de 2016.
La combinación de los tres túneles de base ha sido diseñada para que formen el primer enlace ferroviario transalpino plano con una cota máxima de 550 m s. n. m. Esto convierte a la infraestructura en un enlace de alta velocidad con una velocidad máxima de 250 km/h que permite reducir sensiblemente los tiempos de viaje.

## Eje Lötschberg

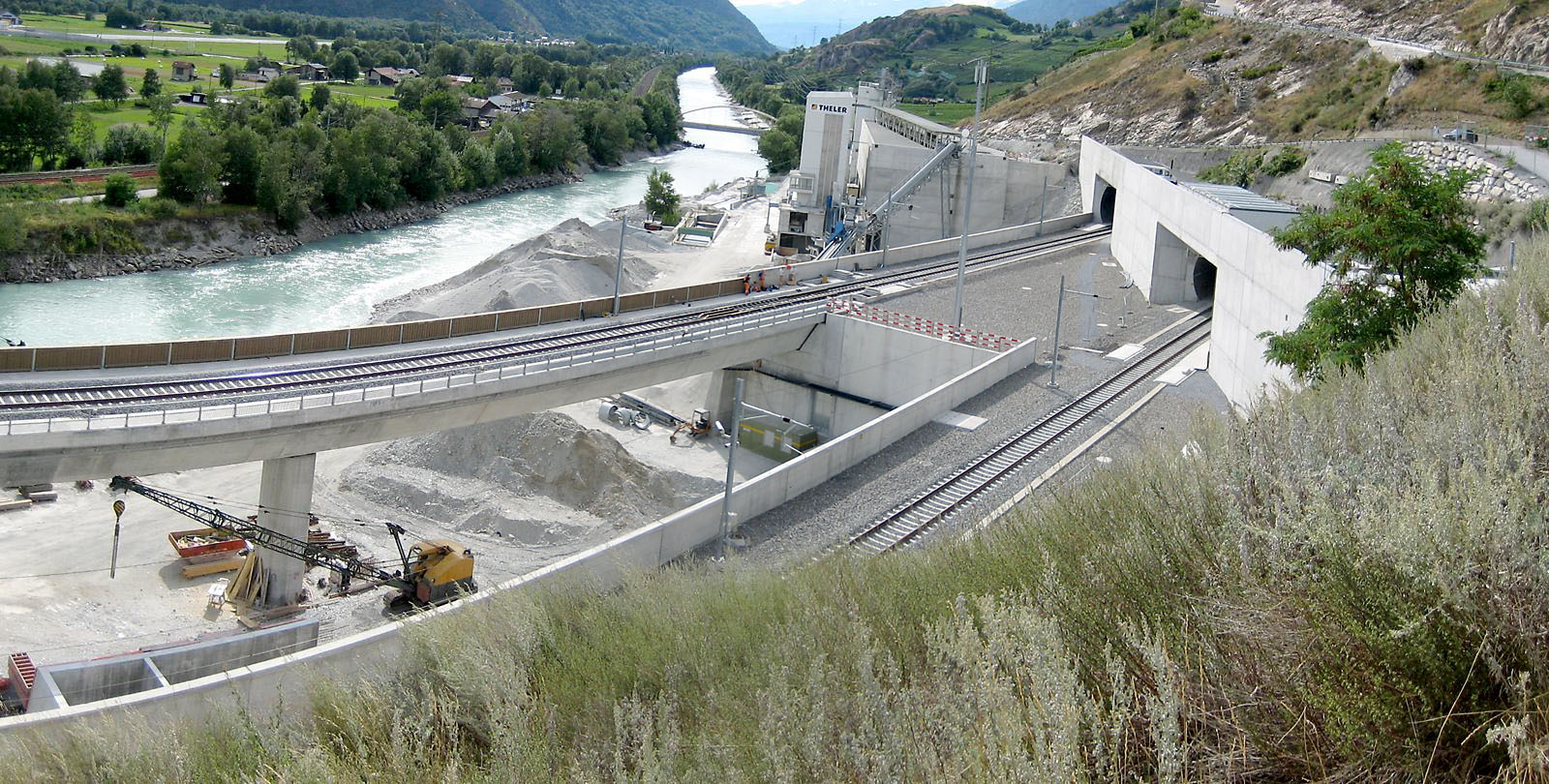
Boca sur del Túnel de base de Lötschberg cerca de Raron (Valais).

El eje Lötschberg incluye el nuevo túnel de base de Lötschberg en la parte norte en los Alpes berneses que fue construido por la compañía BLS AlpTransit Lötschberg AG. Este túnel de base tiene una longitud de 34,6 km y fue abierto al tránsito en junio de 2007, convirtiéndose en la primera infraestructura del proyecto AlpTransit en ser finalizada. El túnel reemplaza al viejo túnel de 14,6 km construido en 1913 a mucha mayor altitud. En la parte sur del eje está el túnel del Simplon, pero que ya fue construido en 1906.